# Катидрал-Паркуэй — 110-я улица (линия Восьмой авеню, Ай-эн-ди)
|   |     |     |     |     |   |
| · | · л | · э | · э | · л | · |

|   |     |     |     |     |   |
| · | · л | · э | · э | · л | · |

«Катидрал-Паркуэй — 110-я улица» (англ. Cathedral Parkway–110th Street) — станция Нью-Йоркского метрополитена, расположенная на линии Восьмой авеню, Ай-эн-ди. Станция находится в Манхэттене, в районе Морнингсайд-Хайтс, на пересечении 110-й улицы и бульвара Фредерика Дугласа (с северо-западного угла Центрального парка). На станции останавливаются маршруты: A (ночью), B (в будни днём и вечером до 23:00) и C (круглосуточно, кроме ночи). Станцию проходят без остановки маршруты A (круглосуточно, кроме ночи) и D (круглосуточно).
Строение станции характерно для многих локальных станций Нью-Йоркской подземки: две боковые платформы, между которыми проходят четыре пути. Название станции имеется на стенах в виде мозаики, и кроме того на колоннах. Станция отделана в синих тонах. Лифтами не снабжена.
Станция имеет два выхода на улицу. Один из них работает круглосуточно — южный. Лестницы с платформ ведут в мезонин, где находится турникетный зал, здесь же можно бесплатно перейти от одной платформы к другой. Этот выход ведёт на 109-ю улицу. Северный выход работает не всегда и ведет к 110-й улице. Несмотря на то что круглосуточно открыт только выход на 109-ю улицу, станция всё равно названа в честь Катидрал-Паркуэй (110-й улицы).
К южному концу станции экспресс-путь северного направления опускается. Далее к югу линия становится двухъярусной, пути южного направления проходят под путями северного, причём экспресс-пути восточнее локальных.